# ダニエル・ブラーテン
ダニエル・オモヤ・ブラーテン（Daniel Omoya Braaten, 1982年5月25日 - ）は、ノルウェー・オスロ出身の元同国代表のサッカー選手である。ポジションは攻撃的ミッドフィルダー及びウィング。

## 経歴

### クラブ

#### 初期

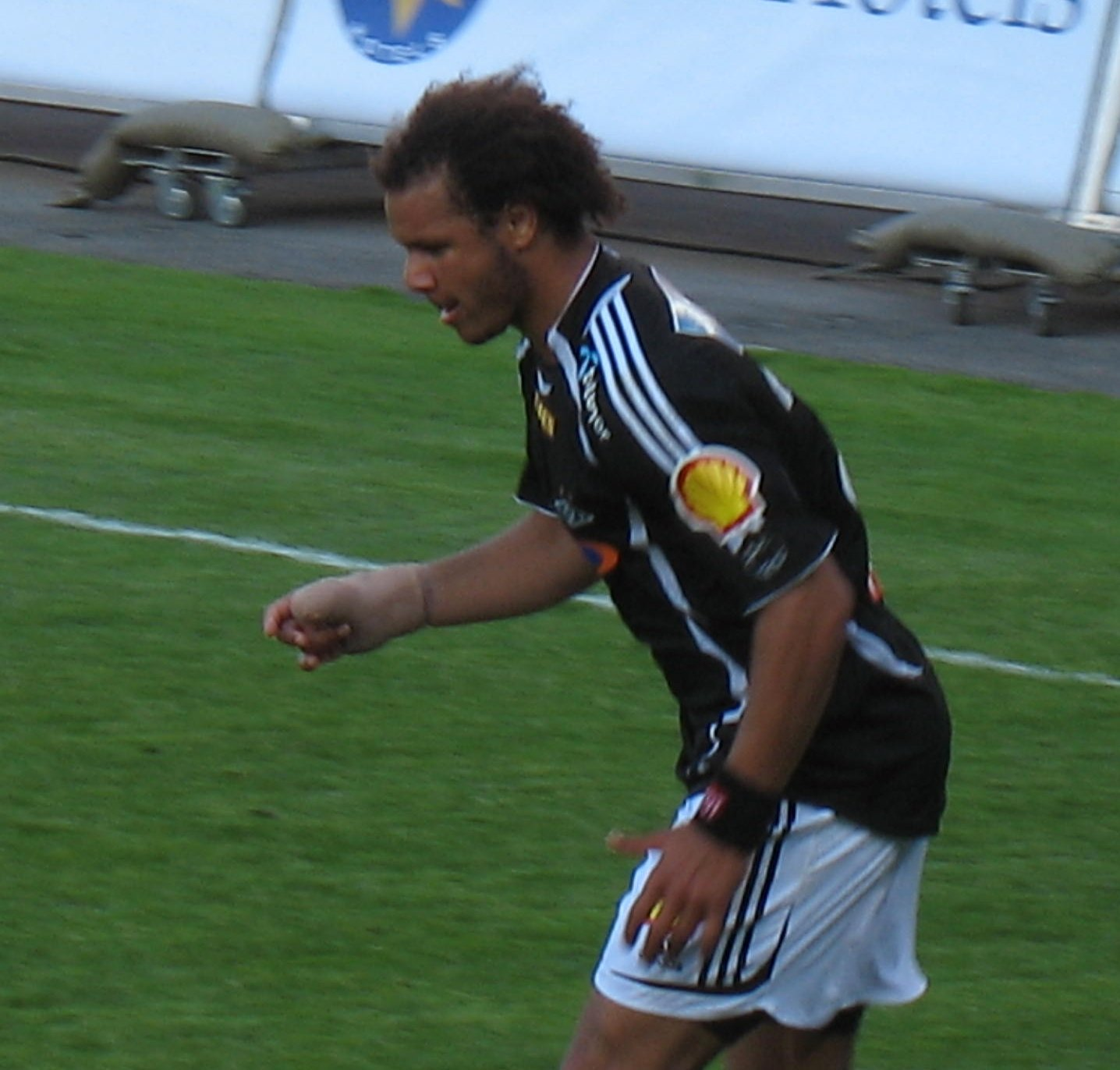
2007年のブラーテン

オスロに生まれたブラーテンは、母国のスケイド・フォトバルでキャリアを始めた。その後、国内外の様々なクラブから関心を寄せられ、2003年後半に同僚のダニエル・フレッドハイム・ホルムと共にRCランスのトライアルに参加した。また、2004年に移籍金25万ポンドでローゼンボリBKと契約する前の2002年秋に、まだスケイドとの契約が残っていたものの早くもローゼンボリのトレーニングに参加していた。
ブラーテンは、芸術的で型にはまらない派手なプレイスタイルからエリテセリエンで最も目立つ選手の1人だった。ピッチ上で予期しないプレーを披露し、観客のみならず相手選手をも驚かせる、その創造的な個人技と体力で知られるようになった。そのスピードのみならず、ボールを頭で制御しながら運ぶ、アシカドリブルという難易度が高い技を使うことで有名になった。

#### ボルトン
2007年8月3日に移籍金45万ポンド でボルトン・ワンダラーズFCと3年契約を締結。それから、僅か3週間後のレディングFC戦（3-0勝利）でプレミアリーグ初得点を挙げる など、加入直後の数試合は活躍を見せたが、10月にサミー・リー監督からガリー・メグソン（en）に交代するとリーボック・スタジアムでの生活は厳しいものとなった。そのため、2部への期限付き移籍の話が浮上していた が、最終的に話は立ち消えた。

#### トゥールーズ
イングランドでの厳しいシーズンに別れを告げ、2008年6月27日にフランス1部のトゥールーズFCと3年契約を締結。これは、ヨハン・エルマンデルがボルトンへ移籍する際の取引の一部としてのものだった。4月1日のパリ・サンジェルマンFC戦で初得点を挙げ、その際にブレイクダンスにみられるバックスピンから立ち上がるという独特なパフォーマンスで喜びを表現した。
2012-13シーズン中にクラブから2年の契約延長を持ちかけられたが、イングランドやスペインの舞台でプレイしたいとの思いから拒否し、退団することとなった。

#### コペンハーゲン
2013年9月、FCコペンハーゲンに移籍した。シーズン終了後、コペンハーゲンを去り、ノルウェーへと戻った。

#### ノルウェー復帰
8か月の無所属期間を経て、2015年2月9日、ヴォレレンガ・フォトバルに1年契約で加入した。2016年2月21日、SKブランに1年契約で加入した。

### 代表
2部のスケイド在籍時の2000年にU-18で4試合、2003年にU-21で2試合に出場 し、さらに、2004年1月22日のスウェーデンとの親善試合でA代表初出場を飾った。2005年4月20日のエストニアとの親善試合（2-1勝利）で初得点を挙げた。

## タイトル
クラブ
ローゼンボリBK
- エリテセリエン : 2004, 2006